# دوروثي كاتالونيا
دوروثي كاتالونيا (باليابانية: ドロシー・カタロニア) هي شخصية ثانوية في مسلسل الأنمي التقرير المتنقل الجديد جاندام وينج.

## الشخصية
هي فتاة يتيمة  وتعد الحفيدة الوحيدة للدوق دير ميل مالك و مؤسس ومفيلر الممول الأساسي لأوز. تُوفي والدها في الحرب تاركًا إيّاها وحيدة، فرغم حزنها العميق لفقدان والدها ولكن رغبتها اتجاه الحروب ما جعلها تشارك فيها  بكلّ سرور دون أن تقف مع طرف مُعيّن، فبالنسبة لها الوقوف مع طرف يضمن لها استمرار الحرب لا إنهائها أفضل، ووجهة نظرها تكمُن في أن القتل والتدمير من طبيعة الإنسان، ومهما حاولنا إيقاف الحروب سيأتي من يُشعلها من جديد. فبدل أن تكون شخصاً مدنياً يتحمّل مخلفات الحروب وتابعاتها ويحمل في قلبه ألم فقدان من أحب، عليه أن يكون مقاتلاً يصنع حربه بنفسه، طبعاً وجهة نظرها هذه ستتغيّر في النهاية بسبب ريلينا وكواتر وتروا.

## وصلات خارجية
- دوروثي كاتالونيا على موقع ميوزك برينز (الإنجليزية)